# Parroquia de Vernon
La parroquia de Vernon (en inglés: Vernon Parish), fundada en 1871, es una de las 64 parroquias del estado estadounidense de Luisiana. En el año 2000 tenía una población de 52.531 habitantes con una densidad poblacional de 15 personas por km². La sede de la parroquia es Leesville.

## Geografía
Según la Oficina del Censo, la parroquia tiene un área total de 3474 km² (1341,3 mi²), de la cual 3441 km² (1328,6 mi²) es tierra y 34 km² (13,1 mi²) (0.98%) es agua.

### Parroquias y condados adyacentes
- Parroquia de Sabine - noroeste
- Parroquia de Natchitoches - norte
- Parroquia de Rapides - este
- Parroquia de Allen - sureste
- Parroquia de Beauregard - sur
- Condado de Newton (Texas) - oeste

## Carreteras
- U.S. Highway 171
- Carretera Estatal de Luisiana 8
- Carretera Estatal de Luisiana 10
- Carretera Estatal de Luisiana 28

## Demografía
En el 2000 la renta per cápita promedia de la parroquia era de $31,216, y el ingreso promedio para una familia era de $34,680. En 2000 los hombres tenían un ingreso per cápita de $26,451 versus $20,417 para las mujeres. El ingreso per cápita para la parroquia era de $14,036. Alrededor del 15.30% de la población estaba bajo el umbral de pobreza nacional.

## Ciudades y pueblos
| - Anacoco - Fort Polk North | - Fort Polk South - Hornbeck | - Leesville - New Llano | - Rosepine - Simpson |